# マングダイ
マングダイとは、大元ウルスの将軍の一人で、タタル部の出身。『元史』などの漢文史料では忙兀台(mángwùtái)と記される。5代皇帝クビライから6代テムルにかけての主要な戦役(帝位継承戦争、南宋侵攻、カイドゥの乱)に参加し、いずれにおいても武功を残した有力な将軍であった。

## 概要
マングダイの祖父タシュ・コルチは第2代皇帝オゴデイの金朝親征に従軍した人物で、この時の功績により東平路ダルガチに任じられていた。その孫にあたるマングダイは第5代皇帝のクビライに仕え、最初は博州路ダルガチに任じられた。1270年(至元7年)には監戦万戸、1271年(至元8年)には鄧州新軍蒙古万戸に任じられ、万山南岸にて水軍を治めた。同年9月から樊城の攻囲(襄陽・樊城の戦い)に加わり、安陽灘の戦いでは敵将の鄭高を捕虜とする功績を挙げた。翌10月には全軍を5つに分けての樊城総攻撃が始まり、マングダイはそのうちの1軍を指揮して敵軍の船を焼き払い、西南部に橋頭堡を作ることに成功した。マングダイの功績はこの総攻撃に加わった者たちの中でも一番で、襄陽が陥落すると投降した襄陽守将の呂文煥とともにクビライに謁見し、銀50両・翎根甲を与えられた。
1274年(至元11年)に裏陽が陥落しバヤンを総司令とする南末全面侵攻が始まると、マングダイはアジュ率いる軍団に入って進撃した。1275年(至元12年)には蘄州・黄州・安慶府・池州の諸郡に投降を迫り、これらの州県は皆モンゴルに下った。同年2月には丁家洲の戦いで賈似道率いる南宋主力軍を破り、9月には常州を攻略した。また一度投降した南宋の将の趙潜が反乱を起こすとこれを鎮圧し、それまでの功績により12月には行両浙大都督府事に任じられた。1277年(至元14年)には閩広大都督に任じられ、未だ逃走を続ける南宋の幼主の追撃を任じられた。 諸軍を率いたマングダイは漳州にて抵抗を続ける何清を投降させる功績を挙げた。翌1278年(至元15年)には福州に帰還して参知政事に任じられ、更に左丞に昇格した。
1279年(至元16年)には沙県で反乱が起こったが、マングダイによって鎮圧されている。1281年(至元18年)には右丞に、1283年(至元21年)には江淮行省平章に転任した。1284年(至元22年)には浙西地方で飢荒が起こり、府庫を開くなどの対策を行った。
1289年(至元26年)には閩・越地方で群盗が起こり、マングダイとブルミシュカヤが討伐に向かった。この情報が朝廷に届けられた時、ウズ・テムルは将を選んで援軍として派遣すべきであると上奏したが、クビライは「マングダイが既に赴いたというのなら、何も心配すべきことはない」と述べ、実際にマングダイは難なく盗賊を平定したという。しかし、この頃からマングダイは病がちとなり、一度は朝廷に召喚された。翌1290年(至元27年)には江西平章のアウルクチが罷免されたのに代わって丞相兼枢密院事として江西に派遣され、よく現地を治めたものの、職務についてから40日目に亡くなった。息子にはテムル・ブカ(帖木児不花)、ブラルキ(孛蘭奚)、イラチュ(亦剌出)らがいた。